# Ronde van Zhoushan
De Ronde van Zhoushan is een voormalige jaarlijkse driedaagse Chinese wielerwedstrijd voor vrouwen, die tussen 2012 en 2019 werd verreden op de eilandengroep Zhoushan in de provincie Zhejiang en viel onder de UCI 2.2-categorie. In 2019 bestond de Ronde van Zhoushan uit een eendaagse wedstrijd de Ronde van Zhoushan I in de UCI 1.2-categorie en een tweedaagse de Ronde van Zhoushan II in de UCI 2.2-categorie. Dit was tevens de laatste editie van deze wedstrijd. De edities van 2020 tot en met 2022 werden afgelast vanwege de coronapandemie.

## Erelijst
| Jaar | Winnaar              | Tweede               | Derde                  |
| ---- | -------------------- | -------------------- | ---------------------- |
| 2012 | Emilie Moberg        | Jutatip Maneephan    | Zhao Juan Meng         |
| 2013 | Giorgia Bronzini     | Elisa Longo Borghini | Cecilie Gotaas Johnsen |
| 2014 | Charlotte Becker     | Marta Tagliaferro    | Aizjan Zjaparova       |
| 2015 | Lauren Kitchen       | Jelena Koetsjinskaja | Charlotte Becker       |
| 2016 | Jelena Koetsjinskaja | Olga Zabelinskaja    | Nicole Brändli         |
| 2017 | Charlotte Becker     | Anastasia Jakovenko  | Emilie Moberg          |
| 2018 | Sheyla Gutiérrez     | Charlotte Becker     | Yelyzaveta Oshurkova   |
| 2019 | Thi Thu Mai Nguyen   | Annamarie Lipp       | Sun Jiajun             |

## Edities

### 2012
| Uitslag        | Eerste         | Tweede            | Derde             |
| -------------- | -------------- | ----------------- | ----------------- |
| 1e etappe      | Emilie Moberg  | Nan Zhang         | Jutatip Maneephan |
| 2e etappe      | Zhao Juan Meng | Jutatip Maneephan | Emilie Moberg     |
| Eindklassement | Emilie Moberg  | Jutatip Maneephan | Zhao Juan Meng    |

### 2013
| Uitslag        | Eerste                 | Tweede               | Derde                  |
| -------------- | ---------------------- | -------------------- | ---------------------- |
| 1e etappe      | Giorgia Bronzini       | Elisa Longo Borghini | Ting Ying Huang        |
| 2e etappe      | Cecilie Gotaas Johnsen | Giorgia Bronzini     | Ting Ying Huang        |
| 3e etappe      | Cecilie Gotaas Johnsen | Jelena Koetsjinskaja | Lang Meng              |
| Eindklassement | Giorgia Bronzini       | Elisa Longo Borghini | Cecilie Gotaas Johnsen |

### 2014
| Uitslag        | Eerste            | Tweede             | Derde             |
| -------------- | ----------------- | ------------------ | ----------------- |
| 1e etappe      | Charlotte Becker  | Barbara Guarischi  | Marta Tagliaferro |
| 2e etappe      | Olga Zabelinskaja | Giorgia Bronzini   | Charlotte Becker  |
| 3e etappe      | Giorgia Bronzini  | Annalisa Cucinotta | Shelley Olds      |
| Eindklassement | Charlotte Becker  | Marta Tagliaferro  | Aizjan Zjaparova  |

### 2015
| Uitslag        | Eerste                | Tweede               | Derde            |
| -------------- | --------------------- | -------------------- | ---------------- |
| 1e etappe      | Tatiana Guderzo       | Ting Ying Huang      | Qianyu Yang      |
| 2e etappe      | Lauren Kitchen        | Elena Kuchinskaya    | Charlotte Becker |
| 3e etappe      | Anastasija Tsjoelkova | Lauren Kitchen       | Michela Pavin    |
| Eindklassement | Lauren Kitchen        | Jelena Koetsjinskaja | Charlotte Becker |

### 2016
| Uitslag        | Eerste               | Tweede            | Derde           |
| -------------- | -------------------- | ----------------- | --------------- |
| 1e etappe      | Arianna Fidanza      | Pascale Jeuland   | Jip van den Bos |
| 2e etappe      | Jelena Koetsjinskaja | Olga Zabelinskaja | Nicole Brändli  |
| 3e etappe      | Roxane Fournier      | Arianna Fidanza   | Ilona Hoeksma   |
| Eindklassement | Jelena Koetsjinskaja | Olga Zabelinskaja | Nicole Brändli  |

### 2017
| Uitslag        | Eerste           | Tweede              | Derde              |
| -------------- | ---------------- | ------------------- | ------------------ |
| 1e etappe      | Emilie Moberg    | Ilaria Sanguineti   | Mia Radotić        |
| 2e etappe      | Charlotte Becker | Anastasia Jakovenko | Jelena Erić        |
| 3e etappe      | Emilie Moberg    | Simona Frapporti    | Christina Siggaard |
| Eindklassement | Charlotte Becker | Anastasia Jakovenko | Emilie Moberg      |

### 2018
| Uitslag        | Eerste           | Tweede           | Derde                |
| -------------- | ---------------- | ---------------- | -------------------- |
| 1e etappe      | Argiro Milaki    | Simona Frapporti | Kelly Druyts         |
| 2e etappe      | Charlotte Becker | Sheyla Gutiérrez | Yelyzaveta Oshurkova |
| 3e etappe      | Kelly Druyts     | Yumi Kajihara    | Sheyla Gutiérrez     |
| Eindklassement | Sheyla Gutiérrez | Charlotte Becker | Yelyzaveta Oshurkova |

### 2019

#### Ronde van Zhoushan I
| Uitslag | Eerste          | Tweede          | Derde         |
| ------- | --------------- | --------------- | ------------- |
| uitslag | Nguyễn Thị Thật | Arianna Fidanza | Lisa Morzenti |

#### Ronde van Zhoushan II
| Uitslag        | Eerste             | Tweede          | Derde          |
| -------------- | ------------------ | --------------- | -------------- |
| 1e etappe      | Sun Jiajun         | Arianna Fidanza | Pu Yixian      |
| 2e etappe      | Thi Thu Mai Nguyen | Lisa Morzenti   | Annamarie Lipp |
| Eindklassement | Thi Thu Mai Nguyen | Annamarie Lipp  | Sun Jiajun     |